# Đường kiểm soát Ấn Độ - Pakistan
Đường kiểm soát Ấn Độ - Pakistan (Anh văn: Line of Control, viết tắt: LoC) chỉ ranh giới phân chia Ấn Độ và Pakistan hiện nay ở khu vực khống chế thực tế Kashmir. Lúc đầu nó được gọi là đường ngừng bắn, sau khi Hiệp định Simla được kí kết vào ngày 03 tháng 07 năm 1972, nó được đặt lại tên là đường kiểm soát Ấn Độ - Pakistan. Một phần của thổ bang lúc ban đầu mà đặt dưới sự kiểm soát của Ấn Độ được gọi là Jammu và Kashmir. Phần do Pakistan kiểm soát được chia thành Azad Kashmir và Gilgit-Baltistan. Điểm cực Bắc của đường kiểm soát Ấn Độ - Pakistan được gọi là NJ9842.
Một đường ngừng bắn khác ngăn cách bang Jammu và Kashmir do Ấn Độ kiểm soát cho đến khu vực do Trung Quốc kiểm soát được gọi là Aksai Chin. Nằm xa hơn về phía đông, nó được gọi là đường kiểm soát Ấn Độ - Trung Quốc.
Nguyên Tổng thống Hợp chúng quốc Hoa Kỳ Bill Clinton đã đề cập cụ thể đến tiểu lục địa Ấn Độ và đường kiểm soát Kashmir, là một trong những nơi nguy hiểm nhất trên thế giới.

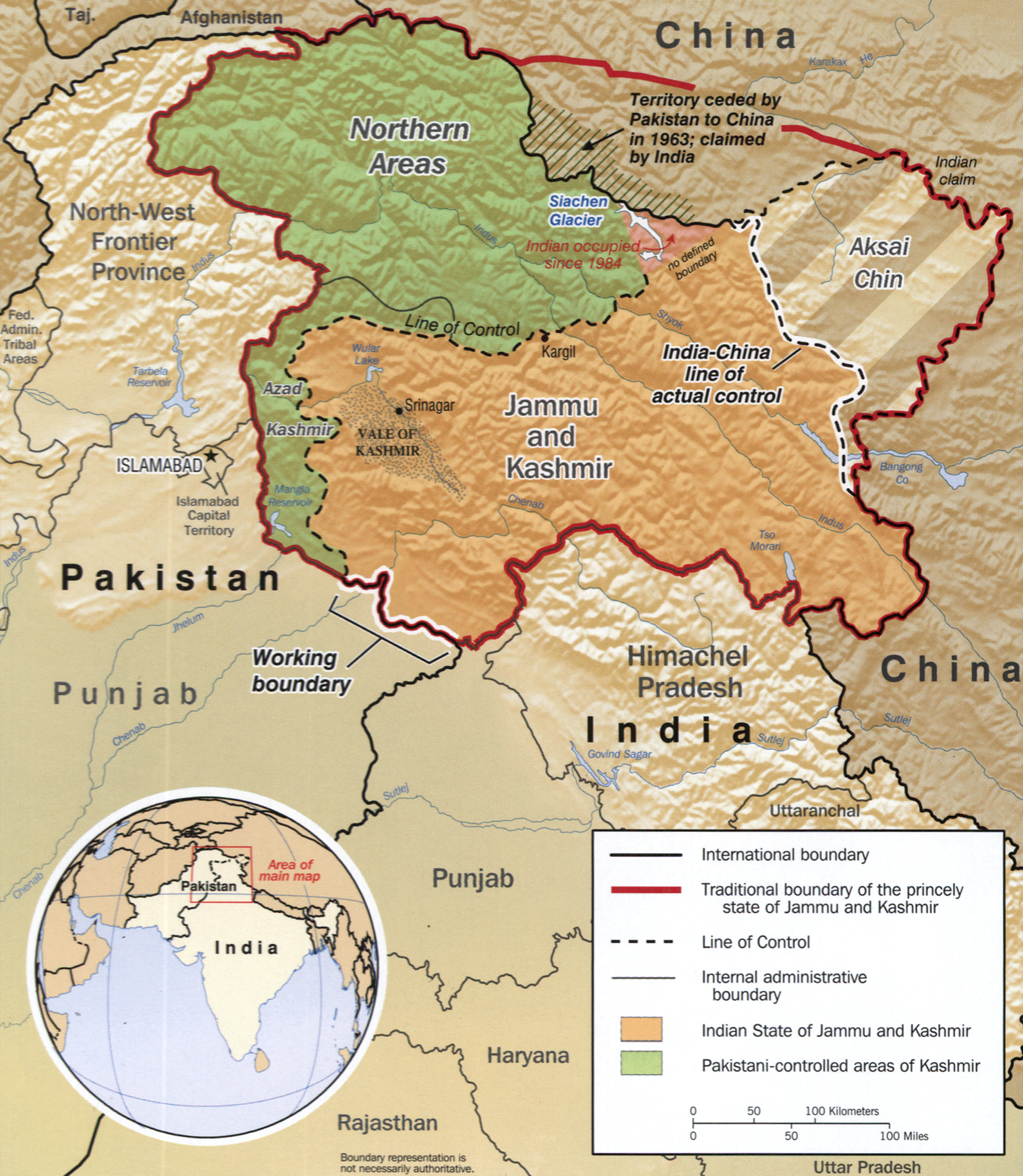
Màu lục là khu Pakistan chiếm cứ, màu cam là khu Ấn Độ chiếm cứ.